# Rodenberg (Vacha)
Rodenberg ist ein Ortsteil von Vacha im Wartburgkreis in Thüringen.

## Lage
Rodenberg liegt als spätmittelalterliche Ausbausiedlung in dem Sattel zwischen den Bergen Dietrichsberg im Süden und Öchsen im Norden. Die geographische Höhe des Ortes beträgt 330 m ü. NN. Die einzige öffentlich nutzbare Zufahrt erfolgt über eine asphaltierte Zufahrtsstraße von Völkershausen, eine weitere asphaltierte Straße (Privatstraße) führt zum Steinbruch und die unbefestigte, nur für forst- und landwirtschaftliche Fahrzeuge freigegebene Straße führt nach Sünna.

## Geschichte
Die Siedlung wurde 1323 erstmals urkundlich erwähnt, war aber schon 70 Jahre später wieder aufgelassen. Am 1. März 1432 stellt der Ortsadelige Tyle von Völkershausen über die Wüstung Rodenberg und Güter in Pferdsdorf einen Schuldbrief an den Vacher Bürger Hans Witzel und dessen Gattin aus. Schon am 6. Oktober bestätigte die Kanzlei des Klosters Fulda den Verkauf des Rodenberg an Hans Witzel. Offenbar wurden auch die Lehensrechte auf Witzel übertragen, ein Verzeichnis der Fuldaer Lehensträger von 1452 erwähnt für die Familie Witzel neben anderen Gütern auch Rodenberg und Pferdsdorf.
Rodenberg wurde erst zu Beginn des 16. Jahrhunderts wieder erwähnt, als ein Streit um den Verlauf der Flurgrenze von Völkershausen mit dem Amtmann von Vacha ausbrach. Der erste zu diesem Vorfall abgeschlossene Vertrag belegte die weitere Zugehörigkeit der Rodenberger Bewohner zur Völkershäuser Herrschaft, die Rodenberger waren auch berechtigt die dort anstoßenden Flächen der Sünnaer Flur zu bewirtschaften (Weide- und Triftrechte). An der Flurgrenze entstanden die Rodenberger Hinterhöfe, es kam zu erneuten Streitigkeiten. Die Rodenberger Höfe wurden nun als Ortsteil von Deicheroda im Amt Vacha geführt, die Vorderhöfe waren wie gewohnt nach Völkershausen eingepfarrt, die Hinterhöfe wurden nach Sünna eingepfarrt. Alle schulpflichtigen Kinder besuchten die Völkershäuser Schule (sie lag am nächsten). Der heutige Verlauf der Flurgrenze wurde im 18. Jahrhundert festgelegt und versteint. Am Ende des 19. Jahrhunderts bestanden noch vier Höfe. Im Jahr 1949 erhielt die Gemeinde Völkershausen alle Höfe und die Flur zugesprochen. 1956 war Rodenberg laut Gemeindeverzeichnis DDR ein Ortsteil der Gemeinde Deicheroda (Territorialer Grundschlüssel 110111).
Am 30. Juni 2009 lebten 20 Personen in Rodenberg.  Am südlichen Ortsrand befindet sich ein Kleinbetrieb zur Verwertung  und Herstellung von Brennholz.

## Sehenswürdigkeiten
- In Ortsnähe befindet sich der vor etwa 150 Jahren begonnene Basaltsteinbruch am Dietrichsberg sowie das bereits zum Nachbarort Sünna gehörende Keltenhotel mit dem „Keltendorf“ – eine in den 1990er Jahren begonnene archäologische Schauanlage.
- Als „Premiumwanderweg“ erschließt der Keltenpfad die Landschaft von Öchsen und Dietrichsberg. Der  mit einem roten K markierte Weg ist etwa 17 Kilometer lang und informiert über die Kulturgeschichte der Region mit Schwerpunkt Keltenzeit.[3]
- Der bereits in den 1990er Jahren angelegte „Kulturhistorische Naturlehrpfad Öchsen“ führt ebenfalls durch Rodenberg, die zahlreichen Schautafeln erläutern auch Flora- und Fauna der Thüringer Rhönlandschaft. Der Wanderweg wird vom Völkershäuser Heimatverein Naturfreunde des Dietrichsberg e.V. betreut.